# مانیفست انسان‌گرا
بیانیه‌ی انسان‌گرایی (به انگلیسی: Humanist Manifesto) نام سه بیانیه است که جهان‌بینی انسان‌گرایان را شرح می‌دهد. اولین بیانیه‌، انسان‌گرایی ۱ نام دارد و در ۱۹۳۳ منتشر شد. بیانیه‌ی انسان‌گرایی ۲ در ۱۹۷۳ و  بیانیه‌ی انسان‌گرایی و آرمان‌های آن یا بیانیه‌ی انسان‌گرایی ۳ در سال ۲۰۰۳ منتشر شد. بیانیه‌ی اولیه از اندیشه‌های انسان‌گرایی دینی زاده شده بود، گرچه انسان‌گرایان سکولار نیز آن را امضا کردند.
موضوع اصلی این سه بیانیه‌ گسترش و روشن نمودن یک فلسفه و چهارچوب ارزشی است که مبتنی بر خدای انسان‌ساخته یا «قدرتی بالاتر» نباشد. بسیاری از اعضای برجسته‌ی دانشگاه‌ها و دیگر افراد سرشناسی  که با اصول بیانیه موافق بوده‌اند،آن‌ها راامضا کرده اند.
سند مشابهی تحت عنوان بیانیه‌ی یک انسان‌گرای سکولار توسط شورای انسان‌گرایی سکولار در سال ۱۹۸۰ منتشر شده‌است.

## پیوند به بیانیه‌ها
- Humanist Manifesto I ۱۹۳۳
- Humanist Manifesto II ۱۹۷۳
- A Secular Humanist Declaration  ۱۹۸۰
- Humanist Manifesto 2000: A Call For A New Planetary Humanism  ۲۰۰۰
- Amsterdam Declaration۲۰۰۲
- Humanism and Its Aspirations: Humanist Manifesto III ۲۰۰۳
- Manifeste pour un humanisme contemporain ۲۰۱۲    ‌